# Edgeworth, Pennsylvania
Edgeworth là một thị trấn thuộc quận Allegheny, tiểu bang Pennsylvania, Hoa Kỳ. Năm 2010, dân số của thị trấn này là 1680 người.